# Friuli Isonzo Pinot bianco
Il Friuli Isonzo Pinot Bianco è un vino DOC la cui produzione è consentita nella provincia di Gorizia.

## Caratteristiche organolettiche
- colore: paglierino chiaro o leggermente dorato.
- odore: profumo delicato, caratteristico, gradevole.
- sapore: asciutto, vellutato, morbido, armonico, gradevole.

## Produzione
Provincia, stagione, volume in ettolitri
- Gorizia  (1990/91)  5773,32
- Gorizia  (1991/92)  5629,35
- Gorizia  (1992/93)  7124,79
- Gorizia  (1993/94)  6261,33
- Gorizia  (1994/95)  4927,88
- Gorizia  (1995/96)  4247,97
- Gorizia  (1996/97)  5077,9